# 長音節と短音節 (ラテン語)
長音節（ちょうおんせつ）と短音節（たんおんせつ）はラテン語で用いられる音節の概念。ラテン語の単語のアクセント、またラテン語詩の韻律にかかわる基礎的な概念である。
ラテン語の母音には長母音と短母音がある。また音節は母音の後ろに子音がつかない開音節（CV）と、子音がつく閉音節（CVC）に分けられる。この長母音／短母音と、開音節／閉音節の組み合わせによって、音節は(1)長母音・開音節 (2)長母音・閉音節 (3)短母音・開音節 (4)短母音・閉音節の4種に分けることができる。この4種の音節のうち、(3)を「短音節」、ほか(1)(2)(4)を「長音節」という。(1)と(2)すなわち長母音をもつ音節を「本質的に長い」、(4)すなわち短母音の後ろに子音をともなう音節を「位置によって長い」ともいう。CVCCVCという音素の配列をもつ単語は、ラテン語では通常はCVC-CVCと区切り、長音節-長音節とみなされるが、-CC-が破裂音（pbftdcg;fは破裂音ではないが例外的に属する）＋流音（rl）の場合には、この-CC-はひと固まりとして後ろの音節に属する。たとえばtenebrae（闇）はte-neb-raeではなくte-ne-braeと区切られ、短音節-長音節-長音節ではなく短音節-短音節-長音節としてあつかう（詩ではこの流音の規則を無視することがある）。

## アクセントの位置
ラテン語の単語のアクセントの位置は、長音節と短音節のかかわるごく簡単な規則によっている。
- 音節が1つからなる語はその音節に、2つからなる語は語末から2つ目の音節（＝語頭の音節）にアクセントがおかれる
- 3音節以上からなる語では、語末から2つ目の音節が長音節ならば、語末から二つ目の音節にアクセントがおかれる
- 語末から2つ目の音節が短音節ならば、語末から3つ目の音節にアクセントがおかれる

## 韻律
ラテン語詩では、長音節と短音節とが特定の規則にのっとってならぶように文が作られる。長音節と短音節が規則的に数個ならんだものを脚（韻脚）といい、脚が数個ならんだものを行という。行が集まって一つの詩を作る。脚と行には種類ごとに名前がついている。（ラテン語詩の韻律を参照）